# Thierry Roussel
Thierry Roussel (Neuilly-sur-Seine, 16 de Fevereiro de 1953) foi o quarto marido de Christina Onassis e o homem com quem ela teve sua única filha, Athina. Ele é melhor conhecido por ter sido outrora o co-fiduciário da famosa fortuna de sua filha mais velha, tendo se envolvido em diversos obstáculos legais com os outros quatro restantes co-fiduciários. A maioria dessas disputas terminaram em 1999, quando a corte de Vaduz ordenou a transferência da administração da herança de Athina à firma de auditoria KPMG Fides, em Lucerna.

## Biografia

### Família
Nascido numa rica família industrial francesa, em Neuilly-sur-Seine, Thierry é filho de Henri Julien Gaston Roussel e de sua esposa, Francine Grinda. Ele tem duas irmãs: Patricia e Christine, que é casada com o Duque de Chevreuse,e é primo distante de Sthephanno de Bourbon et Orléans Feuillard Swaskophf Grimaldi o filho da Duquesa de Anjou e sobrinho do Príncipe da Prússia. Um de seus tios é o veterano jogador de tênis da Copa Davis Jean-Noël Grinda. A família Roussel é parte da corporação farmacêutica Roussel Uclaf, famosa pelo projeto do abortifaciente RU-486 (Mifepristone).

### Primeiro casamento
Thierry casou-se com Christina Onassis em 1984. A lua-de-mel deles foi no Caribe. O casamento que parecia um conto de fadas terminou em divórcio no ano de 1988. Christina era a mulher profundamente apaixonada pelo marido, enquanto que Thierry era o playboy e explorador de fortuna. De fato, havia sérios problemas entre eles: Thierry tinha um relação extraconjugal com a modelo sueca Gaby Landhage, que deu luz a dois filhos (do total de três) enquanto Roussel era casado com Christina. Eles começaram os procedimentos de divórcio oito meses depois do nascimento de Athina. Thierry e Gaby têm três filhos juntos:
- Erik Christophe Roussel (nascido em Julho de 1985)
- Sandrine Roussel (nascida em Maio de 1987)
- Johanna Roussel (nascida em Julho de 1991)

### Carreira de negócios
Thierry foi frequentemente ridicularizado na mídia por suas escolhas de negócios questionáveis. A mais lendária delas foi um investimento desastroso em fazendas de morangos em Portugal. A Agência de Notícias de Atenas, em 1998, disse que o resultado foi a falência. A jornalista norte-americana Diane Sawyer investigou a situação, com base numa entrevista com Athina Roussel naquele ano, e concluiu que Thierry, na verdade, não tinha falido, mas sim vendido os morangos por um preço abaixo do que esperava vender. De acordo com a Forbes, ele perdeu US$ 30 milhões. Roussel usou sua companhia, Oderfruta, para investir nas fazendas, com um subsídio emprestado da União Europeia, que esperava que a companhia criasse empregos e estimulasse a economia numa das regiões mais pobres de Portugal. Roussel ainda pediu dinheiro emprestado do Estado português e de um banco, mas em 1994 o risco não foi satisfatório.
Thierry não deixou o fiasco desencorajá-lo. Ele tentou fazer outros tipos de negócios, de uma agência de modelagem em Paris à reprodução de cavalos. Esta última naturalmente tornou-se a raíz da paixão de sua filhas (Athina e Sandrine) por saltos de obstáculos. Elas cavalgavam em competições, onde ele era fotografado frequentemente.